# Doskonałe popołudnie
Doskonałe popołudnie – polski film obyczajowy w reż. Przemysława Wojcieszka z 2005. Zdjęcia powstały w marcu 2005 w Gliwicach.

## Obsada aktorska
- Michał Czernecki – Michał Mielczarek
- Magdalena Popławska – Anna Knysok
- Jerzy Stuhr – Andrzej Mielczarek
- Małgorzata Dobrowolska – Maria Mielczarek
- Krzysztof Czeczot – Krzysiek
- Anita Poddębniak – Marta, partnerka Piotrusia Jabłeckiego
- Piotr Rogucki – operator Jacek
- Łukasz Simlat – mężczyzna podwożony przez Andrzeja

## Opis fabuły
22-letni Mikołaj wraz ze swoją dziewczyną Anną i wspólnikiem Krzyśkiem prowadzą w Gliwicach wydawnictwo literackie. Wkrótce młodzi mają się pobrać, niestety mają zbyt mało czasu na przygotowania do ślubu. Porażka ich pierwszej książki spowodowała, że muszą teraz skupić się przede wszystkim na wydawnictwie. W tym samym czasie do Warszawy do matki Mikołaja - Marii - przyjeżdża jej były mąż Andrzej. Został on zaproszony na ślub syna. Na tę uroczystość ma zamiar wybrać się właśnie z Marią.

## Nagrody
- 30. Festiwal Polskich Filmów Fabularnych w Gdyni 2005:
  - nagroda Stowarzyszenia Filmowców Polskich za twórcze przedstawienie rzeczywistości
  - nagroda Prezydenta miasta Warszawy za wrażliwość społeczną
- Międzynarodowy Festiwal Filmów o Miłości w Weronie:
  - nagroda jury młodzieżowego
- Nowojorski Festiwal Filmów Polskich:
  - Nagroda "Ponad granicami" im. Krzysztofa Kieślowskiego
- Festiwal Polskich Filmów Komediowych w Lubomierzu:
  - Brązowy Granat za optymizm w filmie